# Хаињала (Бакау)
Хаињала (рум. Hâineala) насеље је у Румунији у округу Бакау у општини Паржол. Oпштина се налази на надморској висини од 379 m.

## Становништво
Према подацима из 2002. године у насељу је живело 319 становника, од којих су сви румунске националности.